# Charles Marville
Charles-François Bossu, pseudoniem Marville, (Parijs, 17 juli 1813 - aldaar, 1 juni 1879) was een Franse 19e-eeuwse fotograaf die vooral bekend is om zijn foto's van het Parijs van voor de grote werken van Haussmann.

## Werk
Marville volgde een opleiding als kunstschilder en graveur. Hij ontdekte de fotografie en legde zich toe op het vastleggen van landschappen en architectuur. Hiervoor reisde hij naar Italië, Duitsland en Algerije. 
Vanaf het einde van de jaren 1850 begon hij Parijs te fotograferen. In opdracht van de stad fotografeerde hij de oude en de nieuwe gebouwen van de stad. In 1862 werd Marville aangesteld als Photographe de la Ville de Paris. In opdracht van de pas opgerichte dienst voor historische werken publiceerde hij in 1865 l'Album du Vieux-Paris (Album van Oud Parijs), met foto's van de oude straten van Parijs voor ze tijdens de moderniseringswerken onder het Tweede Franse Keizerrijk zouden worden gesloopt. In opdracht van het Musée du Louvre maakte Marville foto's van de kunstwerken in de collecties van het museum.
Marville werkte zowel met negatieven op papier als op glasplaat.

## Galerij

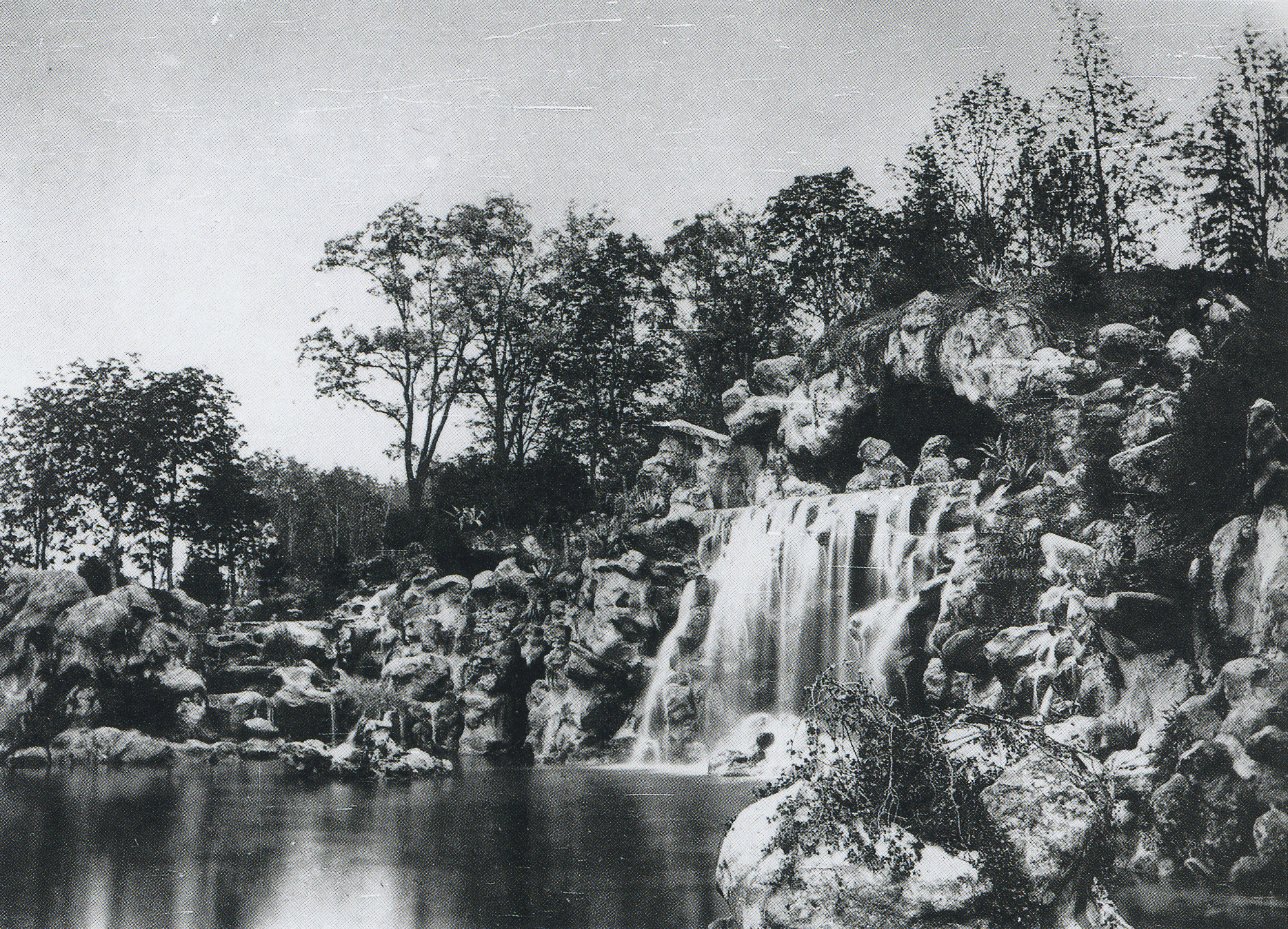
Grote waterval van het Bois de Boulogne (1858)
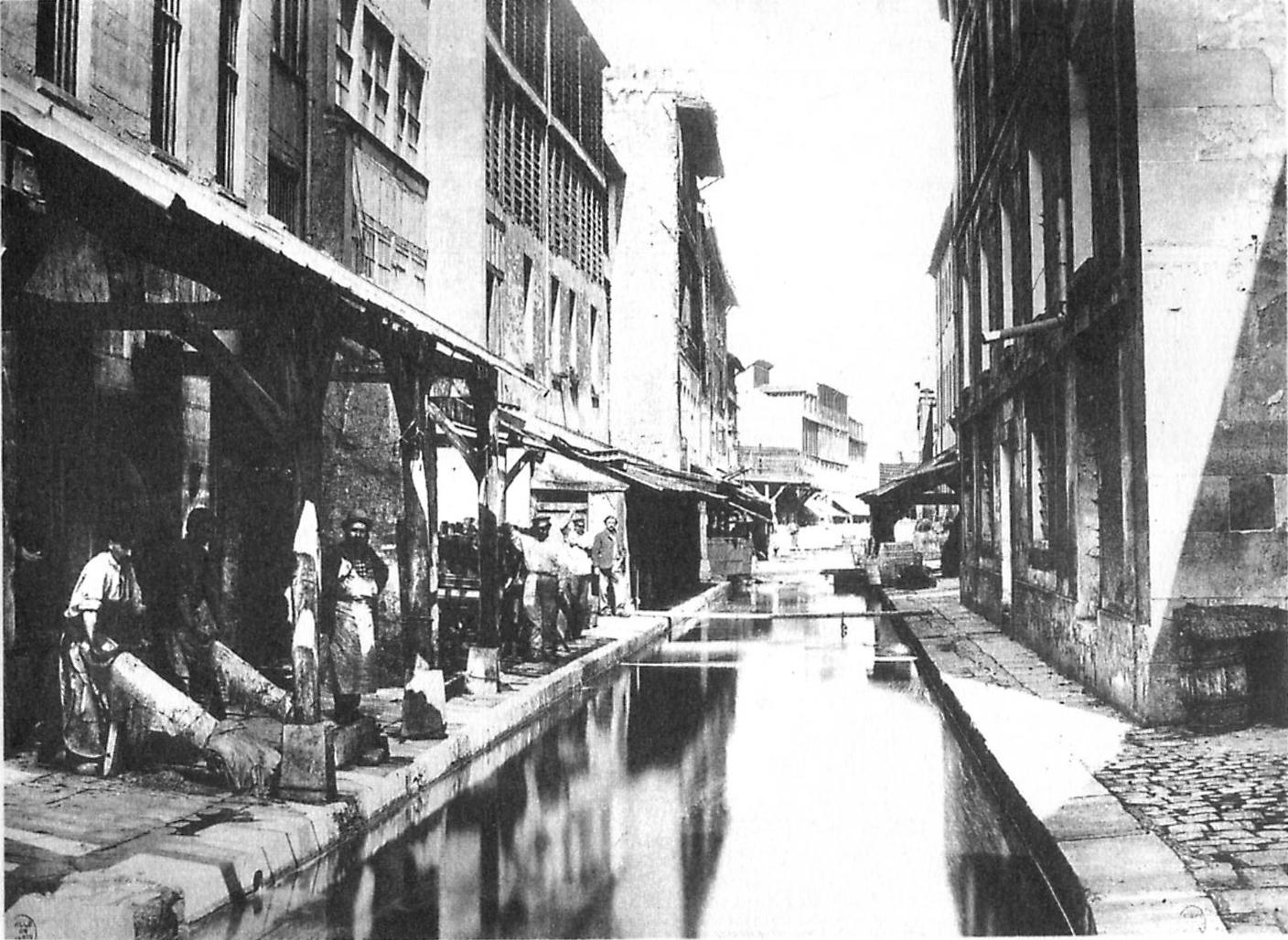
Leerlooierijen op de Bièvre
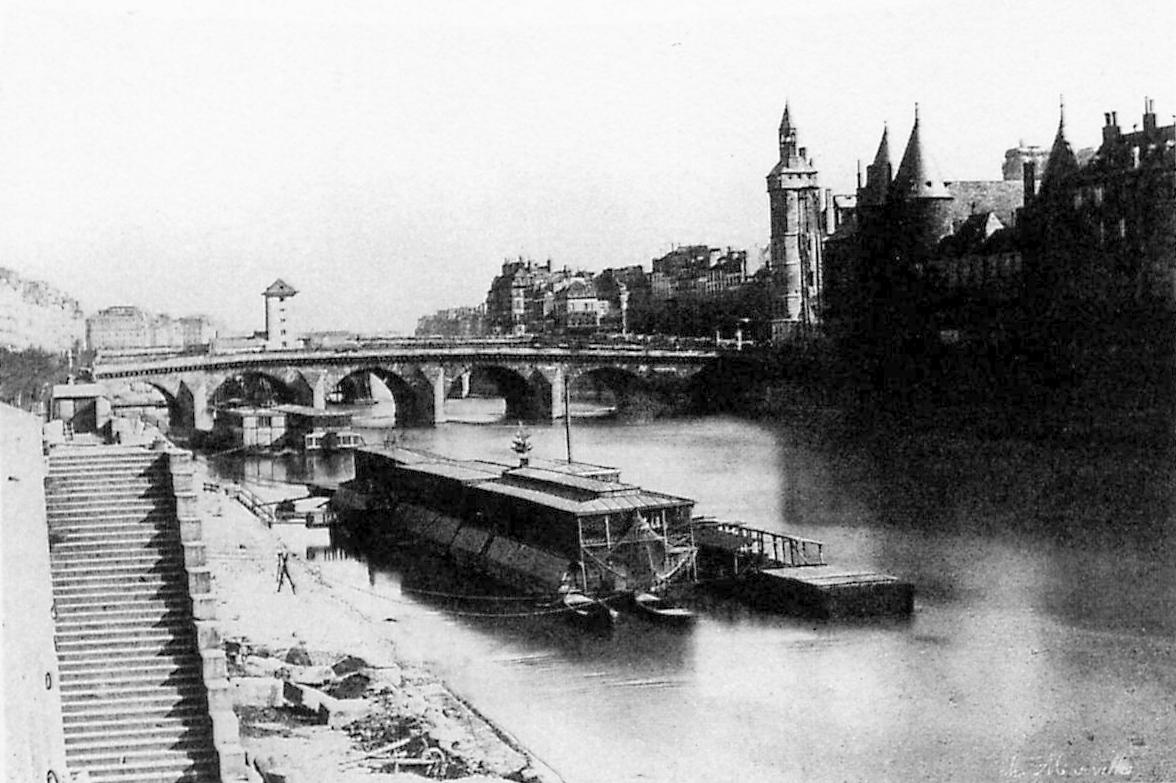
Wasserijboot op de Seine
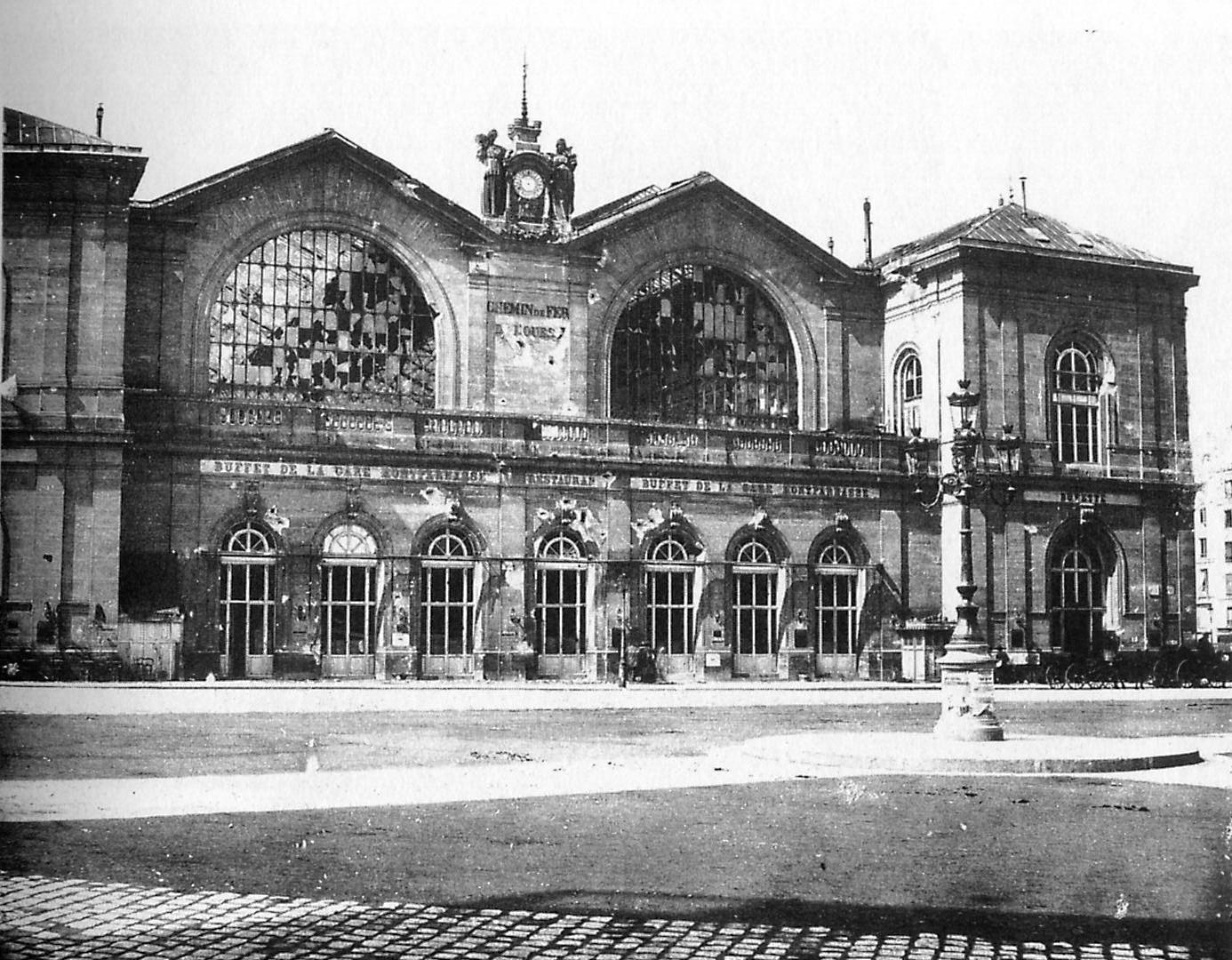
Gare Montparnasse (1871 ?)
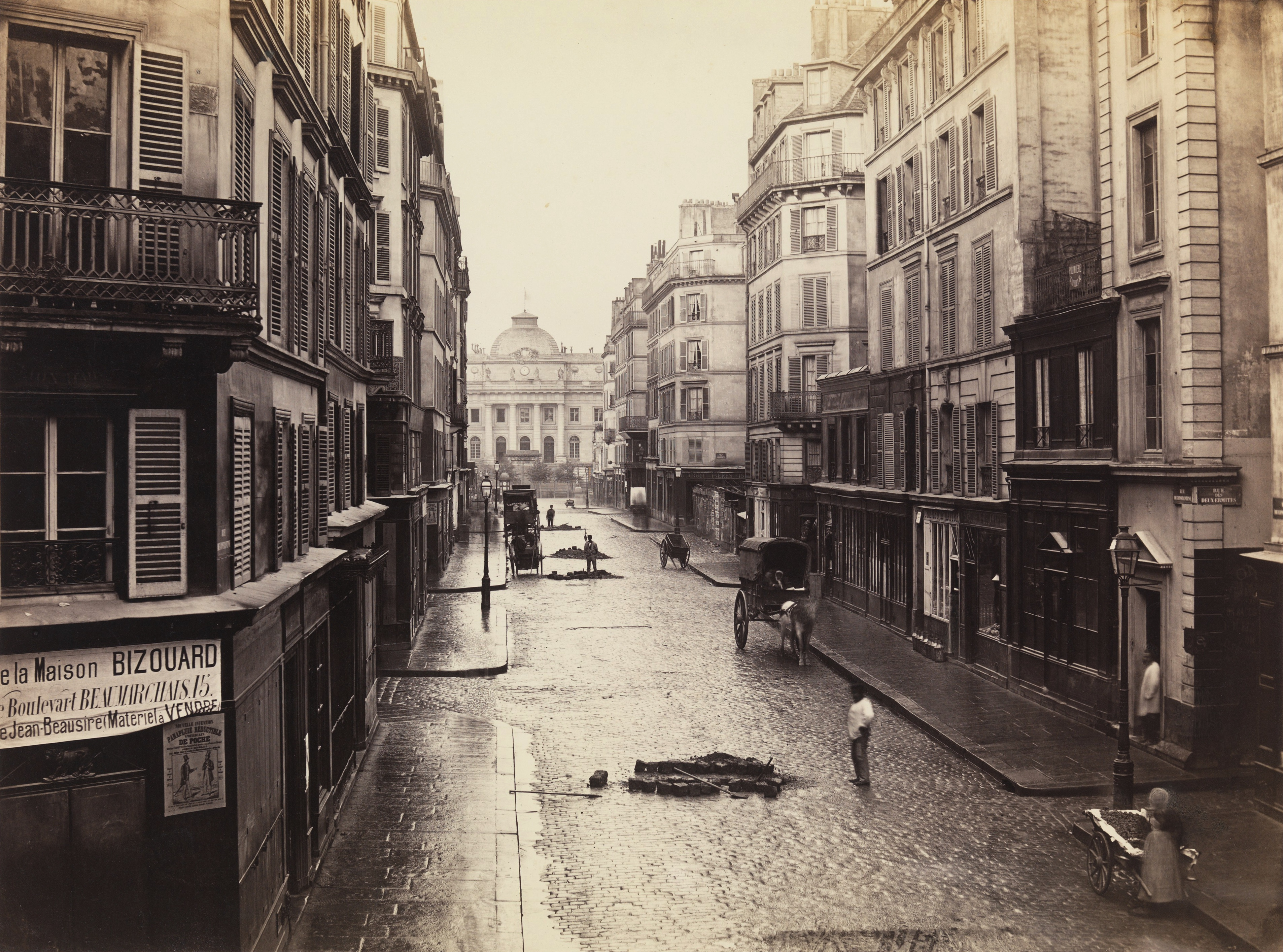
Rue de Constantine van het île de la Cité (heden rue de Lutèce) omstreeks 1865
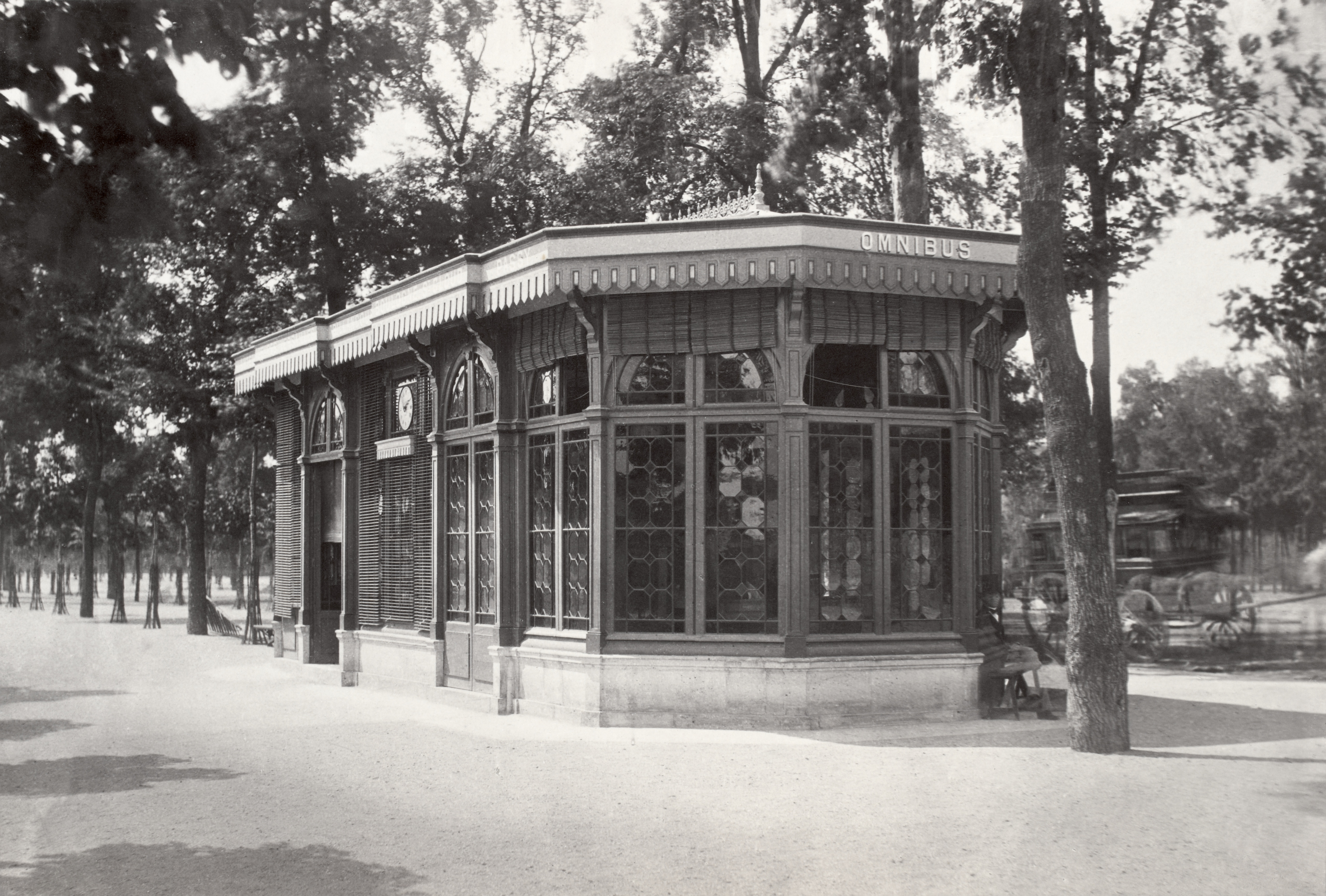
Kiosk op de Place de la Concorde, omstreeks 1865.